# Luchthaven Kittilä
Luchthaven Kittilä is een regionale luchthaven die zich circa 5 km ten noorden van de Finse plaats Kittilä bevindt. Het is een van de grootste luchthavens van noord Finland en handelde in 2010 215.000 passagiers af.
Op 27 juli 2006 brak er brand uit in de oude terminal, in december 2006 was de terminal weer helemaal in gebruik en was tegelijkertijd de nieuwe terminal klaar.

## Bestemmingen
Laatste bewerking: 30 mei 2012
| Maatschappij                | Land       | Bestemming                      |
| --------------------------- | ---------- | ------------------------------- |
| Flybe                       | Finland    | Tampere, Turku                  |
| Finnair                     | Finland    | Helsinki, Ivalo                 |
| Blue1 (alleen in de winter) | Finland    | Helsinki, Tampere, Turku, Vaasa |
| Blue1 (alleen in de winter) | Denemarken | Kopenhagen                      |

Naast deze lijnvluchten zijn er vooral in het winterseizoen chartervluchten naar verschillende internationale bestemmingen.